# Carex burchelliana
Carex burchelliana är en halvgräsart som beskrevs av Johann Otto Boeckeler. Carex burchelliana ingår i släktet starrar, och familjen halvgräs. Inga underarter finns listade i Catalogue of Life.